# Ficobilina

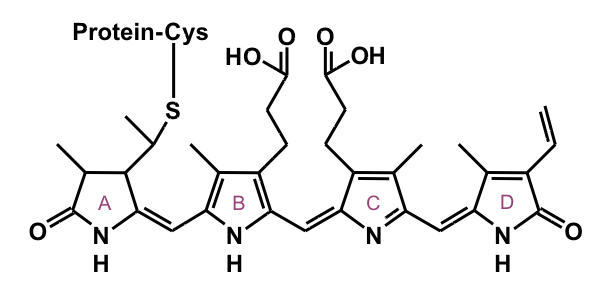
Formula molecular de una ficofotobilina.

Las ficobilinas son compuestos tetrapirrólicos lineales cromóforos que se encuentran como grupos prostéticos en las ficobiliproteínas; proteínas hidrosolubles captadoras de energía lumínica en cianobacterias y en los cloroplastos de ciertas algas (rhodophytas, cryptomonads, Glaucocystophytas).

## Clasificación
Existen cuatro clases de ficobilinas:
1. ficoeritrobilina.
2. ficocianobilina.
3. ficourobilina.
4. ficoviolovilina.